# Stella Mbachu
Stella Chinyere Mbachu, née le 16 avril 1978 à Mgbidi (en), est une joueuse internationale nigériane de football évoluant au poste d'attaquante dans le club nigérian des Rivers Angels.

## Biographie
Avec l'équipe du Nigeria de football féminin, elle participe aux Jeux olympiques de Jeux olympiques d'été de 2000, Jeux olympiques d'été de 2004 et Jeux olympiques d'été de 2008 ainsi qu'aux Coupes du monde 1999, 2003, 2007 et 2011. 
Au niveau continental, elle dispute les Championnats d'Afrique 1998 (marquant un but en finale), 2000 (marquant un but en finale), 2002, 2004 (inscrivant un quadruplé en finale), 2006, 2008 et 2010, remportant six des sept compétitions et étant nommée meilleure joueuse de l'édition 2010.
En club, elle joue pour les Rivers Angels.

## Palmarès
- Vainqueur des Championnats d'Afrique 1998, 2000, 2002, 2004, 2006 et 2010
- Meilleure joueuse du Championnat d'Afrique de football féminin 2010[2]